# Hilding Fagerlind

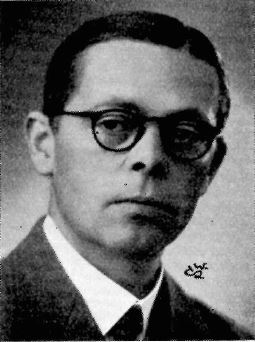
Hilding Fagerlind.

Karl Hilding Fagerlind, född 18 november 1898 i Arvika församling, död 3 november 1976 i Söderhamn, var en svensk läkare. 
Efter studentexamen 1918 blev Fagerlind medicine kandidat 1922 och medicine licentiat vid Karolinska institutet i Stockholm 1928. Han var underläkare vid Uddevalla lasarett 1928–30, underläkare vid Hudiksvalls lasarett 1930–31, vid Söderhamns lasarett 1931–34 och Moheds sanatorium 1934–36. 
Fagerlind var t.f. provinsialläkare i Fjällbacka distrikt 1929–35, i Stuguns distrikt 1936, extra läkare vid Umedalens sjukhus 1936–37, provinsialläkare och sjukstugeläkare i Ramsbergs distrikt 1937–44 och provinsialläkare i Söderhamns distrikt 1944–62. Efter pensioneringen var han verksam som privatpraktiserande läkare i Söderhamn.